# Detlef Müller-Mahn
Detlef Müller-Mahn (* 28. Oktober 1955 in Göttingen) ist ein deutscher Geograph und Hochschullehrer für Sozial- und Kulturgeographie. Er lehrt 
als Seniorprofessor an der Rheinischen Friedrich-Wilhelms-Universität Bonn.

## Leben
Nachdem er 1974 in Göttingen sein Abitur erlangt hatte, absolvierte er von 1974 bis 1976 ein krankenpflegerische Ausbildung am Uniklinikum Göttingen. Anschließend begann er an der Universität Göttingen ein Studium der Geographie, welches er 1981 abschloss. Daraufhin arbeitete er zunächst als wissenschaftlicher Mitarbeiter an der TU Berlin, bevor er von 1983 bis 1985 an die American University in Kairo ging. Von 1985 bis 1987 verfasste er seine Dissertation unter dem Titel „Die Aulad 'Ali zwischen Stamm und Staat. Entwicklung und sozialer Wandel bei den Beduinen im nordwestlichen Ägypten?“.
Anschließend betätigte sich Müller-Mahn als Auslandsmitarbeiter der Deutschen Gesellschaft für Technische Zusammenarbeit (GTZ), bevor er von 1991 bis 1996 wissenschaftlicher Mitarbeiter an der FU Berlin wurde. 1996 habilitierte er dort mit der Arbeit „Fellachendörfer. Sozialgeographischer Wandel im ländlichen Ägypten“. Von 1995 bis 1998 übernahm er eine Vertretungsprofessur für „Wirtschaft des vorderen Orients“ am Orientalischen Institut der Universität Leipzig. Anschließend arbeitete er am Geographischen Institut der Universität Bonn, bevor er 2001 den Lehrstuhl für Bevölkerungs- und Sozialgeographie der Universität Bayreuth übernahm. Seit April 2013 ist er Professor am Geographischen Institut der Universität Bonn.

## Arbeit
Müller-Mahn forscht schwerpunktmäßig im Bereich der geographischen Entwicklungsforschung und der Risikoforschung. Dabei konzentriert er sich vor allem auf die Arabische Welt, Ostafrika und Korea.